# エダー・ロープス
エダー・ロープス（Eder Lopes、1997年4月20日 - ）は、カーボベルデ共和国の男性キックボクサー。プライア出身。Jazzy Fight Club K.O Team所属。

## 来歴
2018年4月6日、Bellator Kickboxing 9でジョン・ウェイン・パーに判定勝ち。
2019年5月25日、OKTAGON 2019においてムスタファ・ハイダと-75kg契約で対戦しKO負け。
2019年11月9日、ECE #2でDiogo Nevesと対戦。試合は相打ちによる衝撃のダブルノックダウンとなり、立ち上がることができたエダーのKO勝ちとなった。
2020年3月22日、K-1 WORLD GP 2020 JAPAN ～K'FESTA.3～に参戦。第3代スーパー・ウェルター級王座決定トーナメントにおいて1回戦で神保克哉にKO勝ちするも、準決勝で木村ミノルにKO負け。

## 獲得タイトル
- ISKA欧州スーパー・ウェルター級王者
- WKA世界-72kg王者